# Peliala levana
Peliala levana är en fjärilsart som beskrevs av Druce 1890. Peliala levana ingår i släktet Peliala och familjen nattflyn. Inga underarter finns listade i Catalogue of Life.